# Konrads Kalējs
Konrāds Kalējs (Riga, 26 giugno 1913 – Melbourne, 8 novembre 2001) è stato un militare lettone, collaboratore nazista e presunto criminale di guerra durante la seconda guerra mondiale. Ha acquisito notorietà per aver eluso le richieste di incriminazione in quattro paesi, più di una volta sotto la minaccia di espulsione.

## Biografia

### Primi anni
Kalējs nacque a Riga, in Lettonia, nel 1913. Nel 1935 si arruolò nell'esercito lettone come cadetto, e quattro anni dopo raggiunse il grado di tenente.

### Attività durante l'occupazione nazista
Nel 1941, in seguito all'invasione della Lettonia come parte dell'Operazione Barbarossa, Kalējs abbandonò l'Armata Rossa (la Lettonia era stata occupata dall'Unione Sovietica) e divenne un membro della polizia di sicurezza lettone sottoposta ai nazisti. Kalējs avrebbe poi affermato di aver lavorato come bracciante agricolo durante questo periodo. Era pratica comune nelle nazioni occupate che le forze di sicurezza del luogo agissero a sostegno delle forze militari e di sicurezza tedesche nella raccolta, nell'interrogatorio e nel trasporto degli "indesiderabili" come ebrei, rom, comunisti e partigiani.

## Dopo la seconda guerra mondiale
Alla fine della guerra Kalējs si trasferì in Danimarca. Nel 1950 emigrò in Australia, dove lavorò presso il Bonegilla Migrant Reception and Training Centre nel nord-est di Victoria. Diventato cittadino australiano nel 1957, Kalējs in seguito partì per gli Stati Uniti nel 1959 per una redditizia carriera nel settore immobiliare.

### Visto USA revocato
Nel 1984, furono svelati i legami nazisti di Kalējs, e fu arrestato l'anno successivo dopo essere stato coinvolto nell'Operazione Puño Airlines. Fu arrestato da un maresciallo degli Stati Uniti e dagli investigatori della Miami-Dade Police Detectives dell'ufficio Warrants Bureau, nella sua piccola stanza di un motel a Miami Beach.
Dopo un processo durato quattro anni, un tribunale degli Stati Uniti ha revocato il visto a Kalējs, avendo scoperto che c'erano "prove inequivocabili" che dimostravano la partecipazione nei crimini di guerra in Lettonia, sebbene Kalējs non fosse stato perseguito come cittadino australiano. Il Dipartimento di Giustizia degli Stati Uniti ha affermato che tra il luglio 1941 e il giugno o luglio 1944, Kalējs era il comandante di compagnia nel famigerato Arajs Kommando, una delle numerose unità di polizia di sicurezza che hanno aiutato gli squadroni della morte Einsatzgruppen nell'uccisione di ebrei e rom in Lettonia, oltre che essere a guardia del campo di concentramento di Salaspils.
Secondo il famoso studioso dell'Olocausto Raul Hilberg, che ha testimoniato durante il procedimento americano contro Kalējs, dai documenti tedeschi si è stabilito che l'Einsatzkommando, l'Arajs Kommando e gli altri gruppi simili erano responsabili dell'uccisione di circa 29.000 persone (di cui circa 26.000 ebrei) nell'agosto 1941 e di un ulteriore gruppo di 27.800 ebrei vicino a Riga entro la fine del 1941 (gli Arajs Kommando erano responsabili di circa la metà di questo numero di vittime).

## Deportazione e ultimi anni
Kalējs è stato espulso dagli Stati Uniti in Australia dopo un processo di appello durato sei anni, e poi si è trasferito in Canada, dove nel 1997 è stato nuovamente espulso in Australia in seguito alla decisione del tribunale che gli ha nuovamente revocato il visto, scoprendo che aveva "commesso reati di guerra" come collaboratore nazista.
Nel 1999, Kalējs lasciò l'Australia per il Regno Unito, dove si stabilì a Catthorpe, vicino alla città di Rugby, soggiornando al Catthorpe Manor, una casa di riposo gestita dal Fondo sociale lettone. Dopo essere stato scoperto, l'allora ministro degli Interni Jack Straw annunciò che sarebbe stato fatto quanto necessario per espellere Kalējs, che a quel punto tornò in Australia. Il Centro Simon Wiesenthal, che aveva scoperto la presenza di Kalējs a Catthorpe, ha criticato la decisione di Straw: un portavoce l'ha etichettata come "un'occasione mancata" per perseguirlo e ha avvertito che "se torna in Australia trarrà beneficio dall'atteggiamento lassista del paese nei confronti dei criminali di guerra nazisti".
Le autorità lettoni hanno infine accusato Kalējs di crimini di guerra nel settembre 2000, in relazione alla sua partecipazione attiva nel campo di concentramento di Salaspils, e nel maggio 2001 un tribunale di Melbourne ha ordinato l'estradizione di Kalējs in Lettonia. Kalējs ha fatto appello a questa decisione ed i successivi procedimenti sono stati ritardati dalla malattia, con Kalējs che, secondo quanto riferito, soffriva di demenza e cancro alla prostata in quel momento. I suoi avvocati hanno invece affermato che era cieco e aveva perso la memoria.
Kalējs è morto a Melbourne nel novembre 2001, all'età di 88 anni. I suoi avvocati hanno criticato il governo australiano per essere stato "disumano e insensibile nel suo tentativo di estradare un vecchio malato" e hanno descritto il processo come una "caccia alle streghe". Kalējs alla fine ha ammesso di lavorare per la polizia lettone gestita dai nazisti nella sua ultima intervista australiana.